# Apamea kurilirena
Apamea kurilirena är en fjärilsart som beskrevs av Felix Bryk 1942. Apamea kurilirena ingår i släktet Apamea och familjen nattflyn. Inga underarter finns listade i Catalogue of Life.